# Фофанцево
Фофанцево — деревня в Вологодском районе Вологодской области.
Входит в состав Прилукского сельского поселения, с точки зрения административно-территориального деления — в Прилукский сельсовет.
Расстояние по автодороге до районного центра Вологды — 15 км, до центра муниципального образования Дорожного — 3 км. Ближайшие населённые пункты — Муравьево, Герасимцево, Ободаево.
По переписи 2002 года население — 793 человека (372 мужчины, 421 женщина). Преобладающая национальность — русские (98 %).